# Proctoporus katerynae
Proctoporus katerynae — вид ящірок родини гімнофтальмових (Gymnophthalmidae). Ендемік Перу. Описаний у 2022 році.

## Поширення і екологія
Proctoporus katerynae відомі з типової місцевості, розташованої на горі Кармела, в районі Ечарате, що в провінції Ла-Конвенсьйон в регіоні Куско, на висоті 1960 м над рівнем моря.